# Битур
Битур (енгл. Bithoor), индијски град у округу Канпур у држави Утар Прадеш.

## Историја
Након што је Британска источноиндијска компанија укинула Царство Марата 1818. године, Битур је додељен као апанажа последњем пешви ( Баџи Рао II) уз огромну годишњу пензију. Након његове смрти 1851, наследио га је усвојени син Нана Сахиб као раџа од Битура, али су Британци одбили да наставе са исплаћивањем пешвине пензије (због доктрине о прекиду). То је био разлог да Нана Сахиб постане један од вођа Индијског устанка 1857. године. Са својом приватном војском и устаницима Нана је у јуну 1857. заузео Канпур, али је месец дана касније потучен од британске казнене експедиције коју је водио Хенри Хевлок, а Битур је освојен и опљачкан.

## Демографија
По попису становништва из 2001. године град је имао 9.652 становника. По последњем попису из 2011. град је имао 11.300 становника, од чега 54 % мушкараца, 19.4 % неписмених и 32 % запослених.